# カルラ・オルティス
カルラ・オルティス（Karla Ortiz、女性、1991年10月20日 -　）は、ペルーのバレーボール選手。ペルー代表。

## 来歴
2009年よりペルー代表でプレーし、2010年の世界選手権、2012年ロンドン五輪世界最終予選などではエースとして活躍した。
2013年の南米選手権ではベストアウトサイドヒッターに選ばれ、銅メダルを獲得した。2014年、ワールドグランプリに出場した。

## 受賞歴
- 2013年 - 南米選手権 ベストアウトサイドヒッター賞

## 球歴
- 世界選手権 - 2010年
- ワールドグランプリ - 2011年、2014年

## 所属クラブ
- Divino Maestro（2007-2010年）
- Hapoël Névé Shaanan（2011-2012年）
- Boston College（2012-2013年）
- Sporting Cristal（2013-2014年）
- Haifa VC（2014年）
- Cristal - Bancoper（2014-2016年）
- Club De Regatas Lima（2016-）